# 马恩河畔普雷西
马恩河畔普雷西（法語：Précy-sur-Marne，法語發音：[pʁesi syʁ maʁn] ⓘ）是法国塞纳-马恩省的一个市镇，属于莫城区。

## 地理
马恩河畔普雷西（48°55'52"N, 2°46'26"E）面积4.81 平方千米，位于法国法蘭西島大區塞纳-马恩省，该省份为法国北部内陆省份，北起瓦兹省，西接埃松省、马恩河谷省、塞纳-圣但尼省和瓦兹河谷省，南至卢瓦雷省，东南接约讷省，东临马恩省和奥布省，东北接埃纳省。
与马恩河畔普雷西接壤的市镇（或旧市镇、城区）包括：沙尔芒特赖、马恩河畔弗雷讷、雅布利讷、特里尔巴杜。

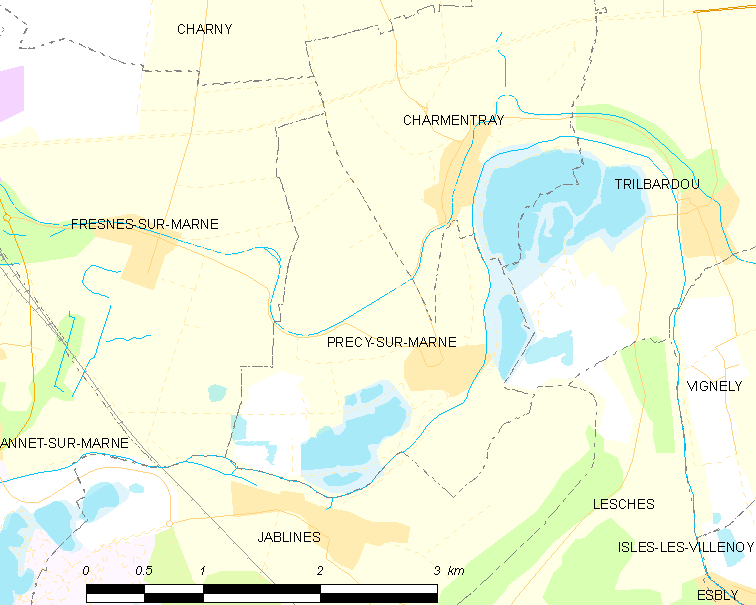
马恩河畔普雷西的OSM定位图

马恩河畔普雷西的时区为UTC+01:00、UTC+02:00（夏令时）。

## 行政
马恩河畔普雷西的邮政编码为77410，INSEE市镇编码为77376。

## 政治
马恩河畔普雷西所属的省级选区为克莱-苏伊县。

## 人口

1962-2008年间马恩河畔普雷西人口变化图示

马恩河畔普雷西于2022年1月1日时的人口数量为760人。